# Madacontia
Madacontia is een geslacht van vlinders uit de familie van de uilen (Noctuidae). De wetenschappelijke naam van dit geslacht werd voor het eerst voorgesteld door Hermann Hacker in een publicatie uit 2022.

## Soorten
- Madacontia ampijoroa (Viette, 1965)
- Madacontia ankarana Hacker, Fiebig & Stadie, 2022
- Madacontia gloriosa (Kenrick, 1917)
- Madacontia laurenconi (Viette, 1965)
- Madacontia magnifica (Viette, 1958)
- Madacontia malagasy (Viette, 1965)
- Madacontia splendida (Rothschild, 1924)
- Madacontia transducta (Viette, 1958)